# Labbar
Labbar (Stercorariidae)  är en familj fåglar i ordningen vadarfåglar som består av det enda släktet Stercorarius. De är trutliknande mörka fåglar, med rovfågelsliknande karaktär, och de tillbringar en stor del av sitt liv ute till havs. De häckar på marken i karga tempererade och arktiska områden och de är långflyttande flyttfåglar.

## Utseende
Labbarna varierar i storlek från fjällabb (S. longicauda), som i snitt väger 310 gram, till antarktisk labb (S. antarcticus), som i snitt väger 1,63 kg. Till färgen är de i huvudsak mörka, både vinter och sommar med vita inslag i fjäderdräkten. Flera av arterna förekommer i mörk, intermediär och ljus morf. Vingarna är långa, smala och spetsiga och den första pennan är längst. Adulta individer av de mindre labbarna har karaktäristiska förlängda stjärtfjädrar.
Näbben är försedd med mjuk hud och är jämförelsevis kort, men tjock och grov. Näbben är framtill hoptryckt och vid roten nästan rund. Överkäkens spets är hakformigt krökt nedåt, och underkäken bildar en utböjd vinkel bakom den nedskurna spetsen. Näsborrarna ligger långt framför näbbens mitt och är små, smala och bakåt avsmalnande. Benen är av medellängd och framtill täckta av tvärplåtar. Foten har en kort och svag, tämligen högt sittande baktå samt krökta, spetsiga och skarpkantade klor.

## Systematik
Labbar är besläktade med måsar och trutar, vadare, alkor och saxnäbbar och utgör, tillsammans med måsfåglar, underordningen lari. Labbarna placeras i den egna familjen Stercorariidae och dess tio arter placeras idag i det gemensamma släktet Stercorarius. Tidigare delades gruppen upp i två släkten där de större arterna fördes till släktet Catharacta medan de mindre fördes till släktet. Tidigare har även sydpolslabb och antarktisk labb behandlats som underarter av storlabb och Sibley & Monroe (1990) behandlade taxonet lonnbergi som egen art. Sibley & Ahlquist (1993) behandlade istället labbarna som släktgruppen Stercorariini, som de placerade i underfamiljen Larinae, i familjen måsar och trutar (Laridae), i ordningen storkfåglar (Ciconiiformes).
De tre arterna antarktislabb, sydpolslabb och chilelabb kallas ibland för det sydliga storlabbskomplexet och arterna är mycket svåra att särskilja i fält om man inte befinner sig i ett känt häckningsområde.

### Arter
- Bredstjärtad labb (Stercorarius pomarinus)
- Kustlabb (Stercorarius parasiticus)
- Fjällabb (Stercorarius longicaudus)
  - Stercorarius longicaudus longicaudus
  - Stercorarius longicaudus pallescens
- Storlabb (Stercorarius skua)
- Antarktislabb (Stercorarius antarctica)
  - Stercorarius antarctica antarctica
  - Stercorarius antarctica lonnbergi
  - Stercorarius antarctica amiltoni
- Sydpolslabb (Stercorarius maccormicki)
- Chilelabb (Stercorarius chilensis)

## Ekologi

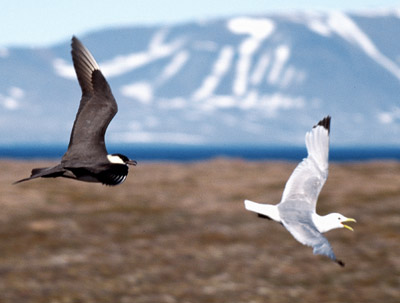
En kustlabb jagar en tretåig mås för att få den att spy upp sin föda vilken labben sedan fångar i flykten.

### Biotop och häckning
De lever ensamma eller parvis, men påträffas under parningstiden flera tillsammans, ibland kolonivis. Labbarna häckar mest vid karga kuster men fjällabben häckar i fjällen. De lägger två fläckiga ägg. Ungarna matas länge av föräldrarna. Både ägg och ungar försvaras energiskt av föräldrarna.

### Beteende och föda
Deras flykt är mycket snabb, och under hård vind kantrar de likt liror. De är ganska bra på att gå och de vilar stående på skären, oftast på den högsta klippan. Simmar ofta men kan inte dyka. Utanför häckningsperioden äter de fisk, as, fiskrens och ägg. De kan bara fånga fisk som befinner sig alldeles under vattenytan och många arter tar merparten fisk, upp till 95% av födan under vintern, genom kleptoparasitism. Detta innebär att labben jagar andra havsfåglar som måsar, trutar och tärnor (vissa större labbar attackerar även havssula), tills dessa ur krävan spyr upp fisk som labben fångar i flykten. Under häckningsperioden tar de även fågelungar, lämmel och ryggradslösa djur och de större arterna dödar även adulta fåglar, exempelvis alkor och liknande. Måsar, tärnor och andra fåglar reagerar ofta på en labb som på större rovfåglar.

## Etymologi
Ordet labb kommer från fågelns gångsätt på land. Det finns dialektala ord som labba vilket betyder att man går tungt. Namnet är synonymt med ordet labb som i stor näve eller djurtass. I Sven Nilssons Foglarna 1858 kallas de för labbe.